# Yang Shuming
Yang Shuming (en chino: 杨树明; 1966 - 21 de noviembre de 2006) fue un asesino en serie chino que, entre 1992 y 2006, asesinó a nueve mujeres y niñas de entre 16 y 42 años e hirió a otras tres personas en Majiaping, Kuangqu, Yangquan, China. Su modus operandi típicamente consistía en apuñalar a sus víctimas por detrás durante la noche, o en días lluviosos y nevados. Muchas de sus víctimas vestían ropa roja mientras eran agredidas, lo que llevó a algunos medios de comunicación a referirse a él como El asesino vestido de rojo . Fue detenido el 28 de abril de 2006, dos meses después de su último ataque, y ejecutado a tiros el 21 de noviembre de 2006.

## Vida personal
En 1966, Yang nació en una zona residencial de Shanxi. Sus padres lo amaban y se llevaba bien con sus hermanos. Consiguió un trabajo en la escuela secundaria. Casi al mismo tiempo, conoció a su futura esposa y los dos rápidamente se enamoraron. Cuando la pareja se casó, los padres de Yang inicialmente estaban preocupados por la decisión, pero cambiaron de opinión una vez que vieron cuánto se amaban los dos.
Aunque tímido, sus vecinos lo respetaban por su amabilidad y buen comportamiento. También se destacó por su buena ética de trabajo, siendo empleado por Shanxi Yangquan Coal Mining Group como soldador durante más de 10 años en el momento de su arresto.

## Asesinatos
La tarde del 2 de marzo de 1992, Zhong Rui, de 16 años, se bajó de un autobús con dos compañeros de trabajo después de terminar su turno en la fábrica de fertilizantes en la que trabajaba. Después de separarse de sus compañeros de trabajo, continuó caminando por una calle con poca luz cuando Yang, armado con un cuchillo, la apuñaló por la espalda, atravesándole el corazón. Al caer al suelo, gritó pidiendo ayuda, alertando a sus compañeros, que aún se encontraban en las inmediaciones. Los compañeros de trabajo de Zhong alertaron inmediatamente a la policía después de encontrarla en el suelo y la llevaron a un hospital donde murió más tarde. La única evidencia que los investigadores pudieron encontrar fue una huella de zapato. La investigación se estancó después de que descartaron que el motivo fuera un asesinato por lujuria o una vendetta personal. Posteriormente, la policía vinculó el asesinato con un ataque a una mujer de 24 años cinco días después, pero aún carecían de pruebas suficientes para avanzar en el caso.
El 22 de abril de 1992, Shichun, de 29 años, caminaba hacia la casa de su madre desde el trabajo. Cuando estaba a 50 metros de la casa, Yang la apuñaló seis veces con un cuchillo. Las personas cercanas escucharon sus gritos pidiendo ayuda y llamaron a los servicios de emergencia. Luego la llevaron al hospital, donde murió tres días después.
Durante la madrugada del 11 de julio de 1992, Li Xin, una mujer de 23 años, tomaba su ruta diaria hacia su edificio de apartamentos después de terminar el trabajo. Sin embargo, Yang la estranguló por detrás y la apuñaló ocho veces, matándola. Los patrulleros de la zona escucharon las peticiones de ayuda de la víctima, pero cuando llegaron, Yang ya había huido. Después de este asesinato, la policía aumentó sus patrullas nocturnas, lo que provocó que Yang permaneciera inactivo durante más de un año.
En la noche del 27 de diciembre de 1993, Yang apuñaló siete veces por la espalda a Hao Hua, de 30 años. Murió poco después de ser rescatada por personal médico. Su asesinato se produjo a apenas 15 metros del primer asesinato. Yang dejó de matar temporalmente después del asesinato de Hao para cuidar a su hija, que nació aproximadamente al mismo tiempo.
La noche del 6 de mayo de 1998, Zhang Xiu, de 30 años, empleado de un bar de karaoke, desapareció después de ir al baño. Un día después, sus compañeros de trabajo la encontraron en una sala de calderas después de buscarla. Además de haber sido apuñalada varias veces, a la víctima le habían abierto el estómago y le habían mutilado la cara y los pezones. Un año después, el 31 de mayo de 1999, Yang asesinó a Wang Hua, de 19 años, otro empleado del bar de karaoke. Su cuerpo fue encontrado en un campo de hortalizas frente a un edificio residencial.
El 15 de noviembre de 1999, Yang comenzó a seguir a Bi Ping, de 21 años, mientras caminaba a casa desde el trabajo. Bi se dio cuenta de esto e intentó huir, pero Yang la alcanzó y la estranguló. Procedió a apuñalarla varias veces en el abdomen, matándola.
Después del asesinato de Bi, la policía volvió a intensificar las patrullas, lo que provocó que permaneciera inactivo. La siguiente vez, el 10 de octubre de 2001, atacó al mediodía, cuando había menos patrullas. Ese día, Guo Qin, de 42 años, desapareció mientras repartía anuncios de trabajo. Yang se acercó a ella y la invitó a su casa, a lo que ella accedió. Al entrar a su residencia, la ató y la golpeó. Cuando Guo estaba al borde de la muerte, la estranguló fatalmente con una cuerda. Luego la desmembró. Los lugareños encontraron tres paquetes que contenían sus restos entre el 13 y el 24 de octubre. Antes de ese momento, los investigadores habían especulado que el perpetrador era un extranjero. Sin embargo, debido a los lugares donde se encontraron los restos de Guo, así como al poco tiempo entre los descubrimientos, los investigadores cambiaron de opinión, creyendo ahora que el asesino era un local que había vivido en la comunidad durante más de una década. Encontraron 100 personas que coincidían con esta descripción, incluido Yang. Redujeron aún más su lista de sospechosos a 25 personas después de determinar que algunos de los restos de Guo habían sido refrigerados. Posteriormente, los detectives interrogaron a Yang, pero no encontraron nada que lo conectara con los asesinatos.
A las 9:00 pm del 24 de noviembre de 2004, Tang Rui, una joven empleada de un supermercado, comenzó a caminar a casa desde su trabajo. Una vez que llegó a un área oscura y aislada, Yang la agarró por detrás y la apuñaló fatalmente en el abdomen y el cuello.

### Resumen
| # | Nombre    | Edad | Fecha                   | Causa de la muerte                         |
| - | --------- | ---- | ----------------------- | ------------------------------------------ |
| 1 | Rui Zhong | 16   | 2 de marzo de 1992      | Herida de arma blanca en el corazón        |
| 2 | Shi Chun  | 29   | 22 de abril de 1992     | Heridas de arma blanca                     |
| 3 | Li Xin    | 23   | 11 de julio de 1992     | Heridas de arma blanca                     |
| 4 | Hao Hua   | 30   | 27 de diciembre de 1993 | Heridas de arma blanca                     |
| 5 | Zhang Xiu | 30   | 6 de mayo de 1998       | Heridas de arma blanca                     |
| 6 | Wang Hua  | 19   | 31 de mayo de 1999      | Heridas de arma blanca en el abdomen       |
| 7 | Bi Ping   | 21   | 15 de noviembre de 1999 | Heridas de arma blanca en el abdomen       |
| 8 | Guo Qin   | 42   | 10 de octubre de 2001   | Estrangulación                             |
| 9 | Tang Rui  | 18   | 24 de noviembre de 2004 | Heridas de arma blanca en abdomen y cuello |

## Detención
La noche del 31 de enero de 2006, Yang salió a buscar otra víctima. Después de buscar durante un tiempo, no encontró ninguna mujer a la que apuntar. Sin embargo, sí vio a un hombre borracho parado bajo una farola cerca de una subestación. Aunque normalmente no apuntaba a hombres por miedo a ser dominado y por la falta de placer que sentía al apuñalarlos, decidió atacar al hombre porque no pudo encontrar otras víctimas potenciales. Yang apuñaló al hombre varias veces, perdiendo sus órganos vitales, antes de huir. La víctima sobrevivió.
La policía, aún incapaz de identificar al autor, se puso en contacto con Ding Tongchun, profesor de psicología de la Universidad Popular de Seguridad Pública de China, para pedir ayuda en su investigación. Ding, junto con dos de sus estudiantes de posgrado, viajaron a Yangquan con un polígrafo para ayudar con el caso. El plan de Ding era interrogar a cada uno de los 25 sospechosos haciéndoles 76 preguntas sobre los asesinatos mientras estaban conectados al polígrafo. El interrogatorio comenzó el 23 de marzo de 2006 y Yang fue el primero en ser interrogado. Durante la prueba, Yang tosía con frecuencia, moqueaba la nariz y mostraba patrones de respiración extraños a pesar de no estar enfermo. Esa tarde, llamaron a Yang para interrogarlo nuevamente y parecía tranquilo durante esa entrevista. Ding y sus alumnos descartaron gradualmente a los otros 24 sospechosos. El 25 de marzo, la policía estableció una estricta vigilancia sobre Yang y lo llamó para interrogarlo nuevamente, pero él se negó.
El 28 de abril de 2006, la policía detuvo a Yang y lo interrogó. Al mismo tiempo, la policía registró su casa y descubrió más de 20 cuchillos. Inmediatamente después de su arresto, elogió los esfuerzos de los investigadores y afirmó: "ustedes son inteligentes. Desde la prueba hasta el arresto, no confesé que era un asesino. De lo contrario, los habría matado a todos a puñaladas". Posteriormente hizo una confesión completa, durante la cual afirmó que su motivo era la venganza contra la sociedad, ya que sentía que era injusto que las personas que lo rodeaban vivieran una vida mejor que él.

## Ejecución
A las 9:50 horas del 21 de noviembre de 2006, el Tribunal Popular Intermedio leyó su sentencia. La sentencia fue aprobada por el Tribunal Popular Superior de Shanxi y Yang fue condenado a muerte. Mientras se leía la orden de ejecución, Yang permaneció inexpresivo. Luego, los agentes trasladaron a Yang al campo de ejecución, donde lo mataron a tiros.